# Little Black Sambo
Pour les articles homonymes, voir Sambo (homonymie).

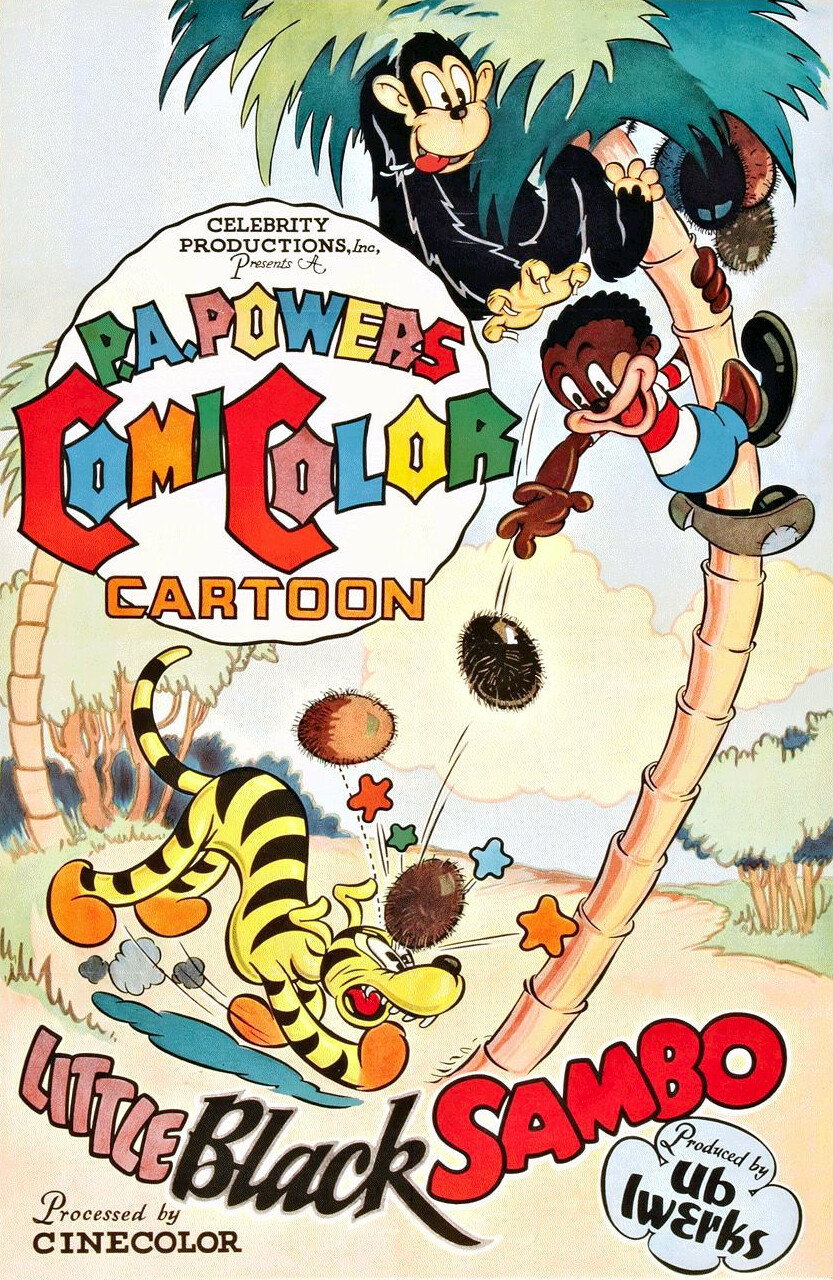
Poster de Little Black Sambo

Little Black Sambo est un cartoon de la série ComiColor Cartoons, réalisé par Ub Iwerks et sorti en 1935.